# Скамандр (литературная группа)
«Скама́ндр» (пол. Skamander) — польская поэтическая группа, основана в 1918 году.  Образцом для них являлся Леопольд Стафф, проявлявший интерес к культуре античности и Возрождения, воспевавший вечные этические и эстетические ценности.

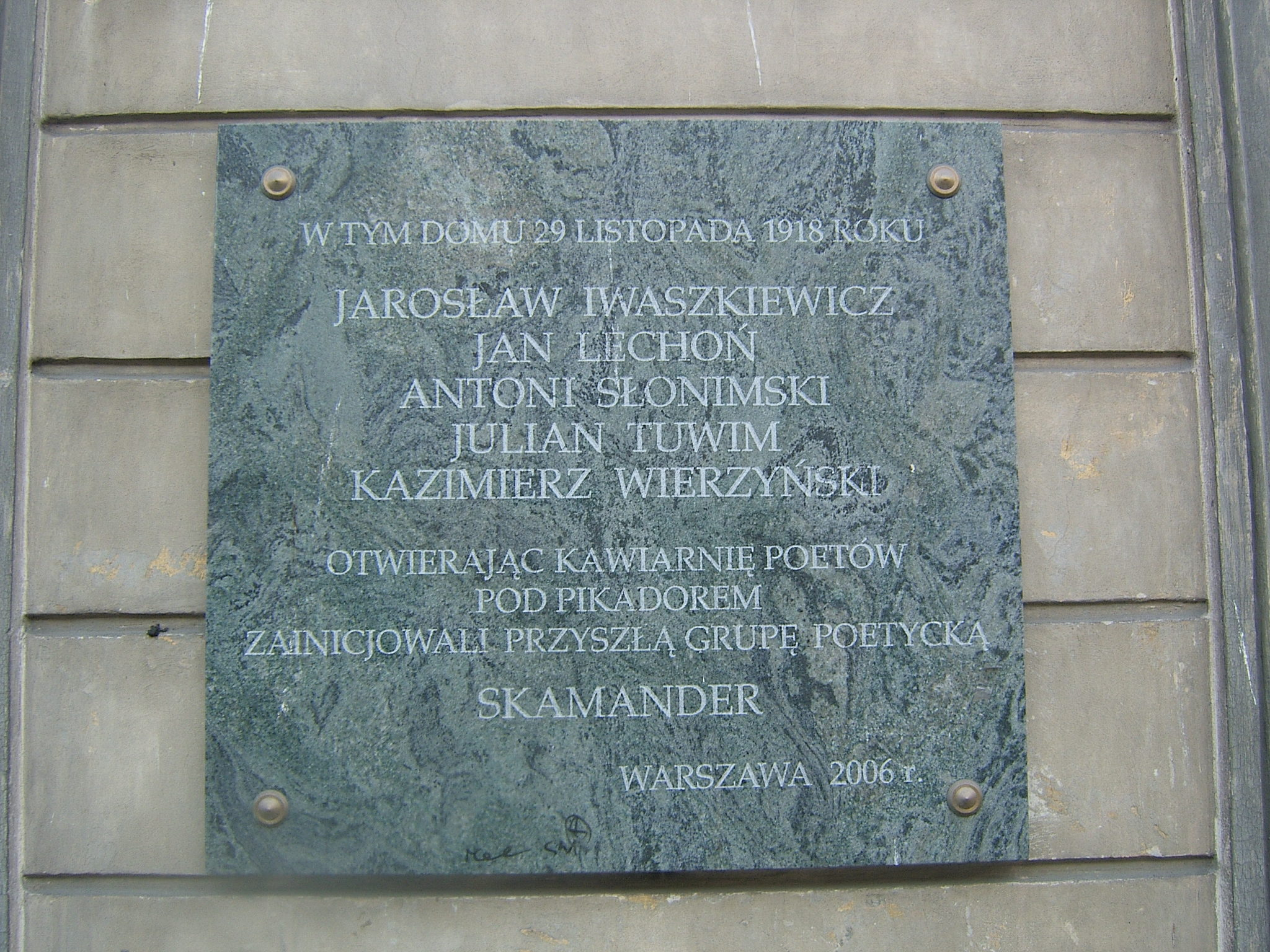
Памятная доска в честь основания группы Скамандр на варшавской улице Новы Свят

Основана в 1918 году поэтами Юлианом Тувимом, Антонием Слонимским, Ярославом Ивашкевичем, Казимежом Вежиньским и Яном Лехонем. Название, предложенное Яном Лехонем, получила в честь мифологической реки, согласно «Илиаде», обтекавшей древнюю Трою.
Группа формировалась в 1916—1919 годах и активно действовала до 1926—1928 годов. В этот период выходил одноимённый ежемесячный журнал. К группе примкнули Мария Павликовская-Ясножевская, Юзеф Виттлин, Станислав Балиньский, Казимера Иллакович. Группа сотрудничала с русской литературной группой «Таверна поэтов». После распада группы её участники скамандриты продолжали восприниматься как некое сообщество.
Образцом для скамандритов был прежде всего поэзия Леопольда Стаффа. При принципиальной установке на беспрограммность, связанной с идеей свободы, скамандритов объединяли стремление соединить поэзию с современностью и повседневностью, понимание поэта как ремесленника слова, не возвышающегося над «толпой» поэта-участника, принимающего участие в политической и общественной жизни.
Многие из членов вошли в редакцию литературной газеты «Wiadomości Literackie» (1924—1939).